# Eden, Lund
Eden är en byggnad i Lund, belägen i kvarteret Paradis och använd av universitetet. Internt kallas byggnaden "hus H".
Huset byggdes 1984 efter ritningar av Anshelmgruppen. Det var tillsammans med Byrålogen lundaarkitekten Klas Anshelms sista verk. Han dog innan det kunde färdigställas.
Under 2013 gjordes en omfattande ombyggnad som bland annat ändrade fasadens skepnad. Bland annat fick huset en glasad entré och större fönster för att släppa in mer dagsljus. Arkitekter var Juul Frost arkitekter. Huset kunde åter tas i bruk i januari 2014. 

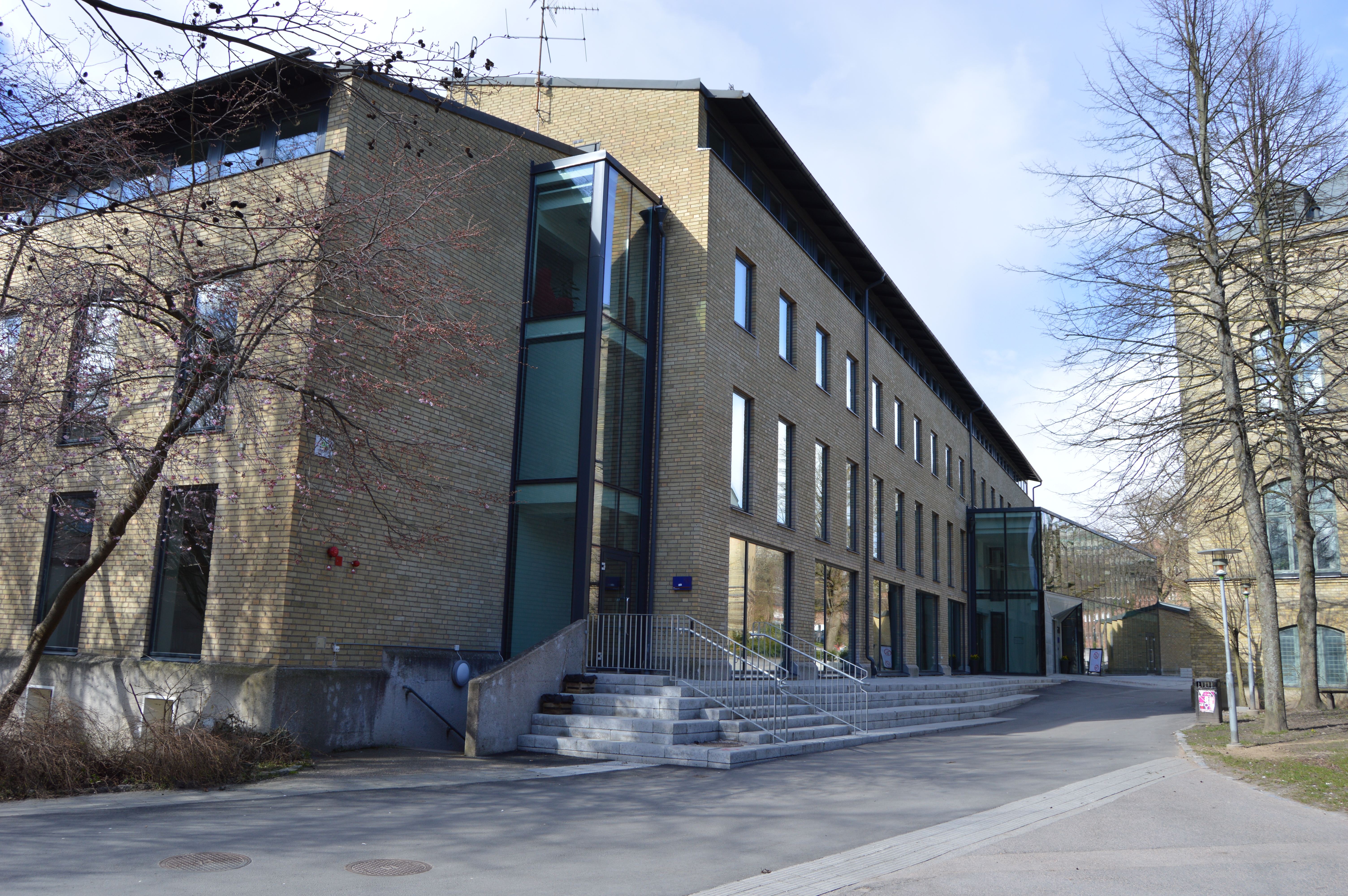
Eden.

Institutionen för statsvetenskap är belägen i Eden. Fram till 2013 fanns även kansliet för samhällsvetenskap där, men det fick flytta efter ombyggnaden 2013.

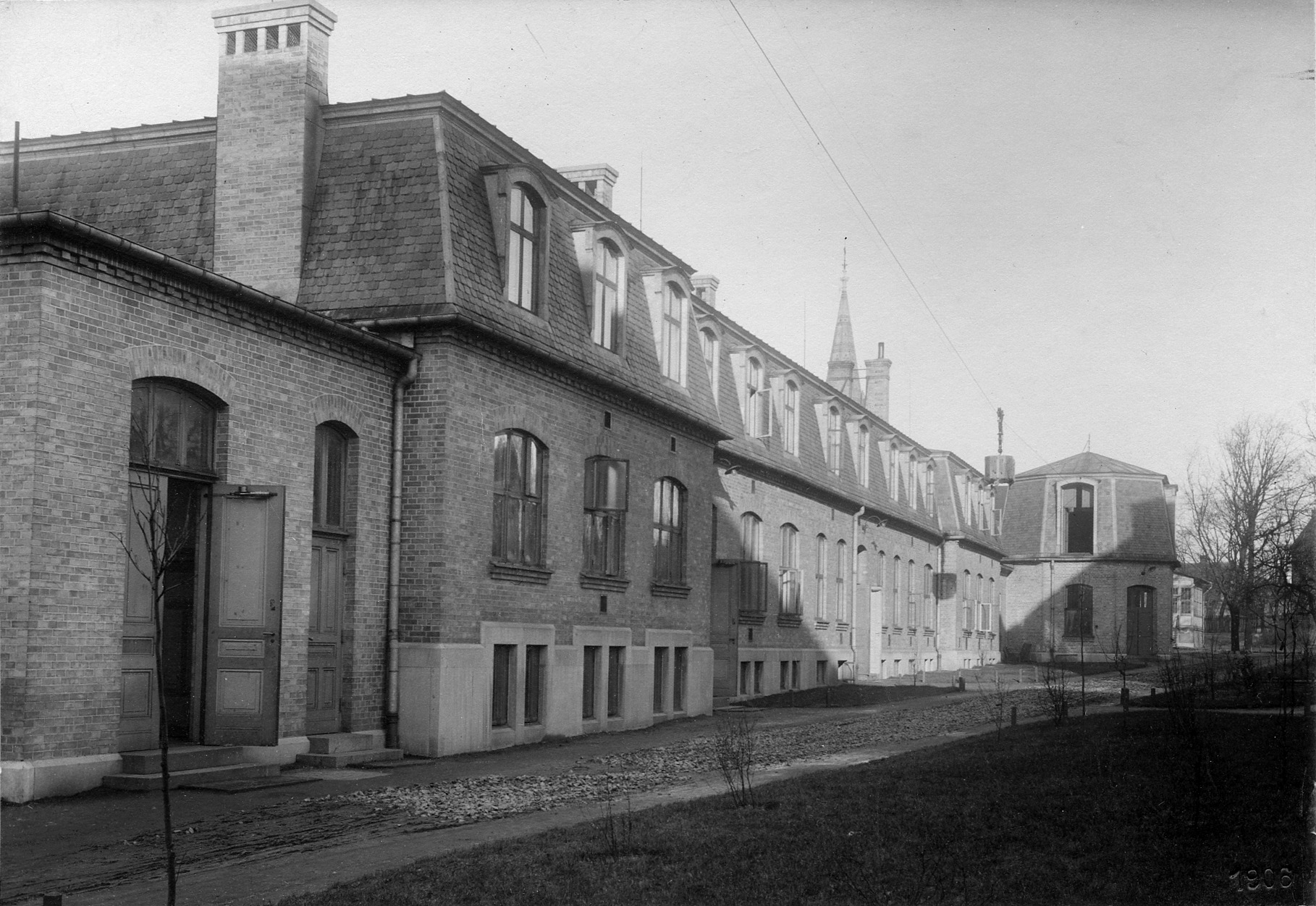
Gamla tvätten, 1906.

På husets plats fanns tidigare Gamla tvätten, uppförd efter ritningar av Axel Kumlien och ursprungligen använd som tvätt och kök för Lunds lasarett. En varuhiss hade tillförts 1944 efter Hans Westmans ritningar. Huset användes senare som kursbibliotek och revs 1983.

## Källhänvisningar
1. ↑  Mannen som sparade på allt Arkiverad 8 mars 2015 hämtat från the Wayback Machine., Gamla Lund-nytt 2011:5
2. ↑  Hållbar kunskapsstad Lund NE - Lägesrapport 2012 Arkiverad 8 mars 2015 hämtat från the Wayback Machine., Lunds kommun
3. ↑  Transformation: Learning Lab Eden Arkiverad 30 april 2015 hämtat från the Wayback Machine., Byggeri+Arkitektur #63 2015
4. ↑  Universitetet växer så det knakar Arkiverad 24 februari 2015 hämtat från the Wayback Machine., LUM, 28 februari 2014
5. ↑  Institutionskarta[död länk]
6. ↑  ”Bevaringsprogram Lund”. Arkiverad från originalet den 7 mars 2016. https://web.archive.org/web/20160307000657/http://bevaringsprogram.lund.se/wiki/bevaringsprogram/index.php/Gamla_Tv%C3%A4tten. Läst 30 april 2015.